# Constitution danoise de 1849
Pour les articles homonymes, voir Constitution du Danemark.
Lire en ligne

http://mjp.univ-perp.fr/constit/dk1849.htm

Constitution danoise de 1866
La constitution danoise du 5 juin 1849 est la constitution en vigueur au Danemark de 1849 à 1866.

## Contenu
La Constitution se compose de 100 articles auxquels s'ajoutent un paragraphe de dispositions transitoires.